# Pătrășcani (okręg Vrancea)
Pătrășcani – wieś w Rumunii, w okręgu Vrancea, w gminie Țifești. W 2011 roku liczyła 505
mieszkańców.